# Bartodzieje Bankowe (gromada)
Bartodzieje Bankowe – dawna gromada, czyli najmniejsza jednostka podziału terytorialnego Polskiej Rzeczypospolitej Ludowej w latach 1954–1972.
Gromady, z gromadzkimi radami narodowymi (GRN) jako organami władzy najniższego stopnia na wsi, funkcjonowały od reformy reorganizującej administrację wiejską przeprowadzonej jesienią 1954 do momentu ich zniesienia z dniem 1 stycznia 1973, tym samym wypierając organizację gminną w latach 1954-1972.
Gromadę Bartodzieje Bankowe siedzibą GRN w Bartodziejach Bankowych (obecnie w granicach Radomska) utworzono w powiecie radomszczańskim w woj. łódzkim, na mocy uchwały nr 36/54 WRN w Łodzi z dnia 4 października 1954. W skład jednostki weszły obszary dotychczasowych gromad Bartodzieje Bankowe, Bartodzieje Włościańskie, Bartodzieje przy Lesie i Bogwidzowy ze zniesionej gminy Radomsk oraz przysiółek Blok Dobryszycki z dotychczasowej gromady Dobryszyce ze zniesionej gminy Dobryszyce w tymże powiecie. Dla gromady ustalono 23 członków gromadzkiej rady narodowej.
Gromadę zniesiono 31 grudnia 1961, a jej obszar włączono do nowo utworzonej gromady Radomsko.